# Vasylivský rajón
Vasylivský rajón (ukrajinsky Василівський район) je rajón v Záporožské oblasti na Ukrajině. Hlavním městem je Vasylivka a rajón má přibližně 181 tisíc obyvatel. Od počátku ruské invaze na Ukrajinu je téměř celý rajón (kromě severovýchodního cípu) okupován Ruskou federací.

## Města v rajónu
- Dniprorudne
- Enerhodar
- Kamjanka-Dniprovska
- Vasylivka